# Vladimír Smetana
Vladimír Smetana, přezdívaný Hendrix, (* 12. října 1950 Praha) je český hudebník. Koncem šedesátých let pracoval jako jevištní technik pro kapelu The Primitives Group, později pro The Plastic People of the Universe. V roce 1973 začal hrát na bicí se skupinou DG 307. Koncem sedmdesátých let se z undergroundu stáhl. V roce 2016 vydal knihu vzpomínek Od dospívání k dozpívání (Pulchra). Později v Praze provozoval „Galerii PZ“ pojmenovanou podle Pavla Zajíčka.